# Hogna tigana
Hogna tigana là một loài nhện trong họ Lycosidae.
Loài này thuộc chi Hogna. Hogna tigana được Willis J. Gertsch & Alfred Russel Wallace miêu tả năm 1935.